# Anjangaon
Anjangaon is een nagar panchayat (plaats) in het district Amravati van de Indiase staat Maharashtra. 

## Demografie
Volgens de Indiase volkstelling van 2001 wonen er 51.163 mensen in Anjangaon, waarvan 52% mannelijk en 48% vrouwelijk is. De plaats heeft een alfabetiseringsgraad van 73%. 